# Ryuji Hirota
Ryuji Hirota (廣田 隆治 Hirota Ryuji?, nacido el 16 de julio de 1993 en Hyogo) es un futbolista japonés que se desempeña como centrocampista.

## Trayectoria

### Clubes
| Club                 | País      | Año         |
| -------------------- | --------- | ----------- |
| FC Gifu              | Japón     | 2012        |
| Gainare Tottori      | Japón     | 2013 - 2017 |
| Renofa Yamaguchi FC  | Japón     | 2018        |
| Iwate Grulla Morioka | Japón     | 2019        |
| Veertien Mie         | Japón     | 2020 - 2021 |
| Chiangrai City FC    | Tailandia | 2021 - 2022 |
| Chiangrai United FC  | Tailandia | 2022 -      |

## Estadística de carrera

### J. League
| Club            | Año   | J. League | J. League | Copa J. League | Copa J. League | Total | Total |
| Club            | Año   | Part.     | Goles     | Part.          | Goles          | Part. | Goles |
| --------------- | ----- | --------- | --------- | -------------- | -------------- | ----- | ----- |
| FC Gifu         | 2012  | 22        | 1         | -              | -              | 22    | 1     |
| Gainare Tottori | 2013  | 28        | 1         | -              | -              | 28    | 1     |
| Gainare Tottori | 2014  | 27        | 4         | -              | -              | 27    | 4     |
| Gainare Tottori | 2015  | 32        | 5         | -              | -              | 32    | 5     |
| Gainare Tottori | 2016  | 29        | 1         | -              | -              | 29    | 1     |
| Gainare Tottori | 2017  | 24        | 0         | -              | -              | 24    | 0     |
| Total           | Total | 162       | 12        | 0              | 0              | 162   | 12    |